# Augusto Vicuña Subercaseaux
Augusto Vicuña Subercaseaux (Santiago, 4 de agosto de 1877 - Santiago, 30 de noviembre de 1937) fue un político y abogado chileno.

## Primeros años de vida
Hijo del destacado político Claudio Vicuña Guerrero y doña Lucía Subercaseaux Vicuña. Estudió en el Colegio de los Sagrados Corazones de Santiago, en el Instituto Nacional y en la Universidad de Chile, donde se tituló de abogado el 3 de enero de 1902. Su tesis de grado versó sobre “El Derecho a la Democracia”.

### Matrimonio e hijos
Se casó con María García Huidobro Guzmán y tuvieron un hijo. 

## Actividades políticas
Militante del Partido Liberal Democrático. Fue miembro del directorio del partido en Santiago y la Asamblea liberal-democrática de la capital le eligió como candidato a Diputado para 1915, siendo elegido por el período 1915-1918. Integró en esta etapa la Comisión permanente de Relaciones Exteriores y Colonización.
Reelegido Diputado tras el retorno a la democracia con la nueva Constitución de 1925, también en representación por Santiago (1926-1930), ahora como militante del Partido Liberal Unido. Integró la Comisión de Educación y Asistencia Pública.
Patrocinó proyectos de ley destinados a fomentar el desarrollo democrático de los ciudadanos. Defensor de la democracia plena, proponía la elección directa y popular del Presidente de la República, lo cual fue tomado por la Constitución de 1925.

## Otras actividades
En 1928 fue vicepresidente del Partido Liberal Unido. Fue miembro del Club de La Unión, de la Sociedad Nacional de Agricultura y de la Quinta Normal de Agricultura.
En 1931 se dedicó a las labores agrícolas en sus fundos ubicados en las afueras de la capital, camino a Curacaví.